# Trichohyalus
Trichohyalus es un género de foraminífero bentónico de la familia Trichohyalidae, de la superfamilia Chilostomelloidea, del suborden Rotaliina y del orden Rotaliida. Su especie tipo es Discorbis bartletti. Su rango cronoestratigráfico abarca desde el Pleistoceno hasta la Actualidad.

## Clasificación
Trichohyalus incluye a las siguientes especies:
- Trichohyalus aguayoi
- Trichohyalus australis
- Trichohyalus bartletti
- Trichohyalus orfordensis
- Trichohyalus ornatissima
- Trichohyalus pustulata